# 크리스마스섬홍게
크리스마스섬홍게(Christmas Island red crab)은 게카르키누스과에 속하는 종으로 크리스마스섬과 코코스 제도의 고유종이다. 한정적인 지형에도 불구하고, 크리스마스섬에는 43,700,000마리의 크리스마스섬홍게가 사는 것으로 짐작된다. 하지만 긴다리비틀개미로 인하여 10,000,000~ 15,000,000 마리의 게들이 매년 죽는 것으로 알려져 있다.크리스마스섬홍게는 알을 낳기 위해 해변으로 이동하는 것으로 유명하다.